# Инь Хун
Инь Хун (кит. 尹弘, род. 24 июня 1963, Хучжоу, Чжэцзян) — китайский государственный и политический деятель, секретарь (глава) парткома КПК провинции Цзянси с 7 декабря 2022 года.
Ранее глава парткома КПК провинции Ганьсу (2021—2022), губернатор провинции Хэнань (2019—2021), заместитель секретаря горкома КПК Шанхая (2017—2019).
Кандидат в члены ЦК КПК 19-го созыва, член Центрального комитета Компартии Китая 20-го созыва.

## Биография
Родился 24 июня 1963 года в городском округе Хучжоу, провинция Чжэцзян.
В сентябре 1981 года поступил на металлургический факультет Шанхайского политехнического университета по специальности «металлография». В июле 1985 года вступил в Компартию Китая и в том же месяце окончил вуз, оставшись работать в нём на должности заведующего отделом пропаганды университетского комитета Коммунистического союза молодёжи Китая (КСМК). С 1986 по 1988 гг. учился без отрыва от основной работы на факультете социальных и инженерных наук Шанхайского университета транспорта по специальности «принципы марксизма-ленинизма», по окончании получил диплом бакалавра юриспруденции. В сентябре 1989 года возглавил комитет КСМК Шанхайского политехнического университета. В 1993—1994 гг. работал приглашённым научным сотрудником в Университете Южного Иллинойса в США. В мае 1994 года после объединения четырёх высших учебных заведений Шанхая в один Шанхайский университет Инь Хун занял пост секретаря КСМК укрупнённого вуза.
В декабре 1994 года назначен на должность заместителя главы комитета по городскому планированию Шанхая, в июне 1996 года повышен до заместителя магистрата городского района Сунцзян. В апреле 2001 года переведён заместителем райкома КПК — заместителем главы районного муниципалитета Чаннин. В июле того же года в составе 3-й шанхайской группы направлен в Тибетский автономный район, заместитель главы правительства городского округа Шигадзе и руководитель подразделения связи в 3-й шанхайской группе. Во время работы на Тибете из-за высотной болезни испытывал постоянные проблемы со здоровьем, которые выражались в головных болях, бессоннице и других симптомах, через год пребывания на Тибете в возрасте 39 года практически полностью поседел.
В июле 2004 года по возвращении в Шанхай назначен заместителем главы районного муниципалитета Чжабэй, затем исполняющим обязанности и главой этого района. В мае 2008 года занял пост заместителя председателя правительства Шанхая. В мае 2012 года вошёл в состав Постоянного комитета партотделения КПК муниципалитета Шанхая, а в июле того же года назначен на должность ответственного секретаря партотделения КПК шанхайского правительства. В январе 2017 года повышен до заместителя главы горкома КПК Шанхая.
6 декабря 2019 года переведён в провинцию Хэнань временно исполняющим обязанности губернатора и секретарём партотделения правительства провинции по совместительству. 14 января 2020 года утверждён в должности губернатора на очередной сессии Собрания народных представителей провинции Хэнань.
31 марта 2021 года назначен на высший региональный пост секретаря (главы) парткома КПК провинции Ганьсу.
7 декабря 2022 года решением Центрального Комитета Компартии Китая назначен секретарём парткома КПК провинции Цзянси.